# Sudden Strike 3: Arms for Victory
Sudden Strike 3: Arms for Victory hoặc Sudden Strike III là một game chiến thuật thời gian thực (RTT) lấy bối cảnh Thế chiến II, phiên bản thứ ba trong dòng game Sudden Strike và là phần tiếp theo Sudden Strike 2.

## Lối chơi
Sudden Strike 3 là một trong những phiên bản đầu tiên của dòng game được phát hành có đồ họa 3D. Game được phát hành vào tháng 4 năm 2008, và hiện tại có một add-on miễn phí dành cho nó. Trò chơi có phần chơi chiến dịch Thái Bình Dương, cũng như chiến dịch của Mỹ và Đồng Minh cũng như phía Đức. Game cũng có tính năng tạo màn tốt hơn, với nhiều tính năng hơn như dựng chiến hào.

## Đón nhận
GameSpot đã đánh giá Sudden Strike 3 là phiên bản hay nhất của dòng game này. Sudden Strike 3: Arms for Victory giành được 63 Metascore dựa trên 10 lời phê bình và 6.3 điểm người dùng từ 17 xếp hạng.